# خشک (هواشناسی)
خشک به منطقه‌ای که دارای کمبود بارندگی باشد گفته می‌شود و معمولاً به آب و هوا یا به ناحیه‌ای گفته می‌شود که متوسط سالیانه باران آن کمتر از ۲۵۰ میلی‌متر باشد.